# María Arcelia Díaz
María Arcelia Díaz (La Escoba,  Zapopan, Jalisco 1896-1939) fue una obrera textil feminista. Su trayectoria comienza como  trocilera para posteriormente convertirse en una líder sindical que abogó por los derechos de hombres y mujeres que laboraban en la industria textil en Guadalajara, Jalisco.

## Infancia y adolescencia
Fue hija de J. Merced Díaz  y de Francisca Rendón. Desde pequeña, María A. Díaz se enfrentó a múltiples dificultades. Al fallecer su padre, se vio obligada a buscar trabajo para sostener a su madre y hermanos. A la edad de ocho años fue contratada por la Compañía Industrial de Guadalajara y con ello, adquirió la responsabilidad de trabajar dieciséis horas al día, sin contrato laboral y bajo condiciones laborales insalubres. Se afirma que sus compañeras de trabajo (más grandes que ella) le enseñaron a leer y escribir.
María Arcelia Díaz leyó a los hermanos Flores Magón, prensa anarquista (La Luz, La Antorcha) y publicaciones pertenecientes a la Casa del Obrero Mundial (COM). Cuando tenía 12 años trabajó en Río Blanco (fábrica textil de la región de Guadalajara), estando ahí, observó las primeras huelgas textiles que se manifestaron. A la edad de 14 años participó en la organización de un sindicato; sin embargo, fue despedida más tarde.

## Actuación sindical y trayectoria política
Fue secretaria general de la Unión Obrera La Experiencia en el año de 1922, cuyo lema era "por el bien común".  El Sindicato de Trabajadores La Experiencia pertenecía a la CROM y fue miembro de la Agrupación de Organizaciones Obreras de Jalisco. La organización apoyaba al gobierno revolucionario. 
María A. Díaz se integró al proceso revolucionario, al conflicto Iglesia-Estado, al movimiento obrero y al inicial movimiento feminista para ejercer voz sobre lo que debía ser mujer, su participación política y sus derechos. También, contribuyó con la construcción de "una mujer moderna y laica" y criticó la influencia católica sobre la figura femenina.
Su postura política como integrante de la Unión Obrera La Experiencia estaba vinculada con la oposición al movimiento de acción social católica (1910-1930). Paralelamente, generó alianzas con gobernadores revolucionarios y líderes obreros que también luchaban en contra de las organizaciones católicas.
Participó en el establecimiento de sindicatos a favor de la Constitución de 1917 en fábricas. Representó a los obreros en la Junta Central de Conciliación y Arbitraje del Estado de Jalisco (JCCYA) y en el año de 1927 fundó el Círculo Feminista de Occidente (CFO).